# Crazy, Stupid, Love
Crazy, Stupid, Love è un film del 2011 diretto da Glenn Ficarra e John Requa.
Pellicola statunitense di genere commedia sceneggiata da Dan Fogelman.
È il film in cui si incontrano per la prima volta sul set Ryan Gosling e Emma Stone, coppia destinata a ricomporsi nei successivi Gangster Squad e La La Land.

## Trama
Cal Weaver è un uomo che ha tutto nella vita: una bella casa, un buon lavoro, una moglie e dei figli adorabili. Tuttavia, il suo mondo crolla miseramente nel momento in cui la moglie Emily gli chiede improvvisamente il divorzio. 
Spiazzato e trasferitosi nel suo vecchio appartamento, Cal inizia a recarsi tutte le notti in un locale notturno, finché non attira l'attenzione di un giovane di nome Jacob Palmer, un affascinante sciupafemmine che si offre di insegnare a Cal l'arte della seduzione. Grazie all'aiuto di Jacob, Cal riesce a farsi una nuova immagine di se stesso e ricomincia a interagire con l'altro sesso, seducendo con successo molte donne, tra le quali Kate, insegnante del figlio Robbie. 
Quest'ultimo intanto decide finalmente di dichiarare il proprio amore a Jessica, la sua babysitter, che però, a sua volta, è follemente e segretamente innamorata di Cal. 
Nel frattempo, Jacob è costretto a rimettere in discussione il suo stile di vita da playboy nel momento in cui si innamora della giovane Hannah. 
Le storie di ognuno dei protagonisti finiranno per intrecciarsi in modo inatteso e porteranno i personaggi a riflettere su se stessi e sui loro rapporti personali.

## Produzione
Tra pre e post-produzione, la lavorazione del film è durata da marzo a novembre 2010. Le riprese hanno avuto luogo a luglio in California, tra Pasadena, Beverly Hills e Calabasas.

## Distribuzione
Il primo trailer ufficiale è stato distribuito nelle sale statunitensi il 7 aprile 2011, abbinato al film Arturo. Il primo trailer ufficiale in italiano è stato pubblicato dalla Warner Bros. il 20 giugno 2011. L'uscita nelle sale cinematografiche statunitensi è avvenuta il 29 luglio 2011, mentre in Italia il 16 settembre dello stesso anno. Il film è stato distribuito in DVD e Blu-ray il 1º novembre 2011.

## Accoglienza
Il film ha ricevuto recensioni positive ed è stato un successo al botteghino, incassando 19.104.303 dollari nel suo weekend di apertura e guadagnando un totale di più di 140 milioni di dollari, superando di gran lunga il budget di 50 milioni di dollari. Per la sua interpretazione, Ryan Gosling ha ricevuto una nomination ai Golden Globe come miglior attore.